# Хуфстад, Туре Рууд
Туре Рууд Хуфстад (норв. Tore Ruud Hofstad; 9 августа 1979, Эйдсволл, Акерсхус) — известный норвежский лыжник, четырёхкратный чемпион мира.

## Спортивная карьера
Наибольшего успеха Туре Рууд Хуфстад добился на чемпионатах мира 2003, 2005 и 2009 годов, когда от становился чемпионом мира вместе с норвежской эстафетной четверкой. В 2005 году он также выиграл командный спринт вместе с Тур Арне Хетландом. Лучшие результаты в личных гонках — серебро в дуатлоне на чемпионате мира 2003 и бронза в гонке на 15 км в  2005.
На Олимпиаде 2006 года в Турине участвовал только в эстафете 4×10 км, где вместе с командой занял 5 место.
На этапах Кубка мира неоднократно становился победителем в составе эстафетной четверки, в личных гонках одержал только одну победу на дистанции 15 км свободным стилем в 2005 году.
В июле 2010 года Хуфстад объявил о своем уходе из профессиональных беговых лыж.